# Valley Falls (New York)
Pour les articles homonymes, voir Valley Falls.
Valley Falls est un village du comté de Rensselaer, dans l'État de New York, aux États-Unis,. En 2010, il comptait une population de 466 habitants.

## Démographie
Lors du recensement de 2010, le village comptait une population de 466 habitants, tandis qu'en 2019, elle est estimée à 455 habitants.